# Caso Basílio de Moraes
Caso Basílio de Moraes refere-se ao episódio em que Basílio de Moraes, diretor do orfanato "Asilo Santa Rita de Cássia" foi acusado de abuso sexual contra meninas na faixa etária de 14 a 16 anos.
O processo controverso, divulgado pela imprensa em cada detalhe, acabou por condenar o réu em 8 de abril de 1897 à prisão "celular" (fechada) de 9 anos e 11 meses e ao pagamento de multas às vítimas.
O inquérito criminal e o subsequente julgamento foram marcados por irregularidades, começando com a prisão arbitrária do acusado, sem mandado judicial, passando pela falta de provas e desaparecimento de documentos.
O caso foi revisto em 2010 na pesquisa de mestrado da advogada e professora de Direito Penal Cláudia Aguiar Britto, que constatou os problemas do processo e a provável inocência de Basílio de Moraes. O trabalho foi posteriormente editado e lançado no livro Vergonhosa Especulação - Análise do Caso Basílio de Moraes.